# 奇拉山 (阿雷基帕大區)
15°10′5″S 71°54′8″W / 15.16806°S 71.90222°W
奇拉山（Chila），是秘魯的山峰，位於該國南部阿雷基帕大區的卡斯蒂利亞省和卡伊尤馬省，屬於安第斯山脈的一部分，海拔高度約5,111米。